# Xian H-20
Le  Xian H-20 (en chinois : 轰-20 ; en pinyin : Hōng-20) ou Xian H-X est un bombardier furtif subsonique de l’Armée de l’air de l’Armée populaire de libération. Il est considéré comme un projet stratégique par l’Armée populaire de libération, et sera le premier bombardier stratégique dédié développé par la Chine.
Le développement d’un bombardier stratégique a été révélé en septembre 2016.

## Conception et développement
En 2016, lors de la journée portes ouvertes de l’armée de l’air, le général de l’armée de l’air de l’Armée populaire de libération (PLAAF) Ma Xiaotian a annoncé que la Chine développait un nouveau type de bombardier à long rayon d'action. En 2018, un porte-parole de l’armée chinoise a confirmé que le développement faisait de « grands progrès ».
Selon le département de la Défense des États-Unis, le H-20 devrait être une aile volante au rayon d'action d’au moins 8500 km et d’une capacité de charge utile d’au moins 10 tonnes. Selon la RAND Corporation, un groupe de réflexion financé par les États-Unis, cela permettra à la Chine « de menacer de manière fiable les cibles américaines à l’intérieur et au-delà de la Deuxième chaîne d’îles, incluant les principales bases militaires américaines de Guam et d’Hawaï. La charge utile devrait être d’au moins 10 tonnes d’armes conventionnelles ou nucléaires.
Au fil des ans, de multiples modèles réduits et images générées par ordinateur ont fait surface sur Internet, certains publiés par des magazines gérés par des entreprises de défense appartenant à l’État chinois,. Les analystes de la défense ont noté plusieurs caractéristiques récurrentes sur ces modèles réduits, notamment des entrées d’air dentelées et des surfaces de queue doubles repliables qui peuvent être basculées entre des empennages horizontaux et des empennages en V,.
En juillet 2022, les médias d’État chinois ont suggéré que le H-20 était sur le point de faire son vol inaugural,.
En mars 2024, lors de la deuxième session de la 14e Assemblée nationale populaire, le vice-commandant de l’armée de l’air de l’Armée populaire de libération, Wang Wei, a indiqué que le H-20 serait révélé « très bientôt, ».